# فرودگاه والادولید
فرودگاه والادولید  (به انگلیسی: Valladolid Airport) (به زبان بومی: Aeropuerto de Valladolid) یک فرودگاه همگانی و نظامی با کد یاتا VLL است که یک باند فرود آسفالت دارد و طول باند آن ۳۰۰۰ متر است. این فرودگاه در شهر والادولید کشور اسپانیا قرار دارد و در ارتفاع ۸۴۶ متری از سطح دریا واقع شده است.

## نگارخانه

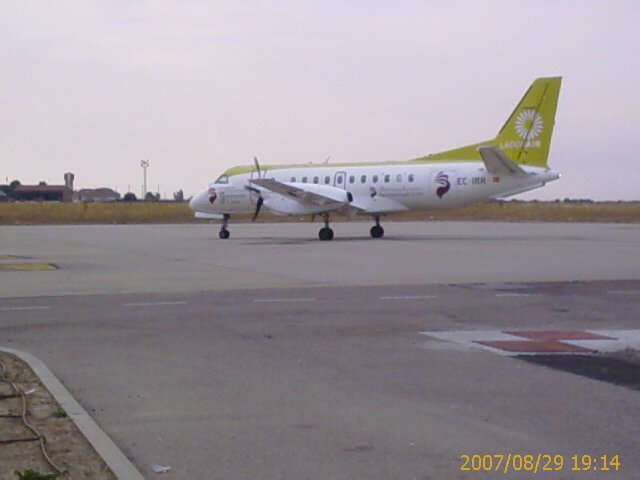
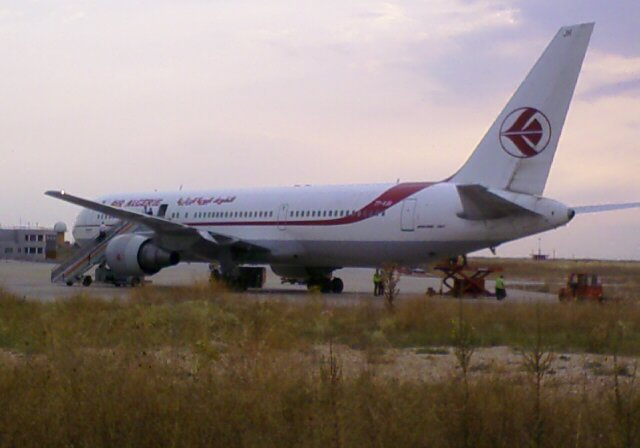
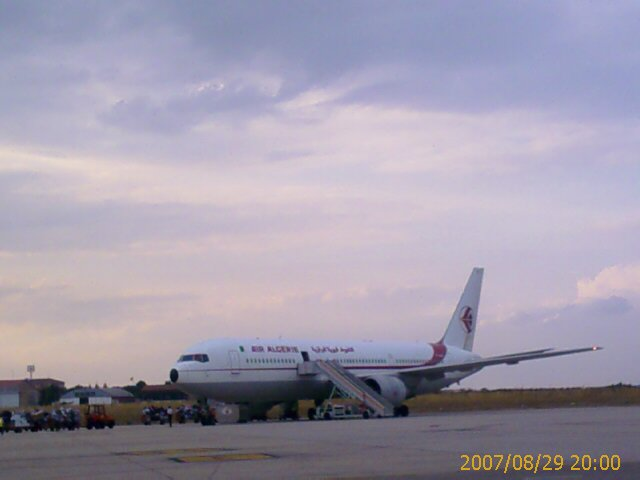
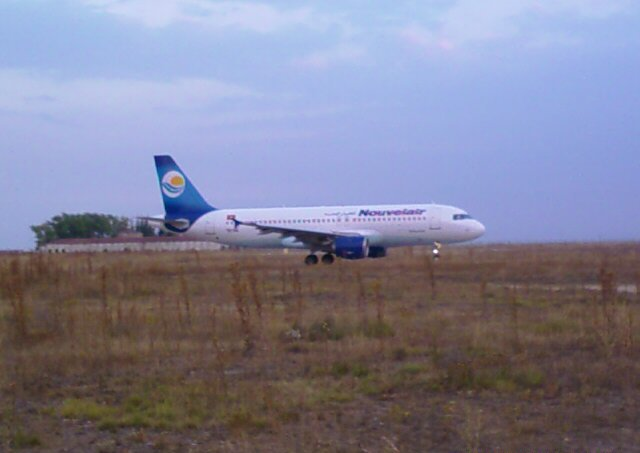
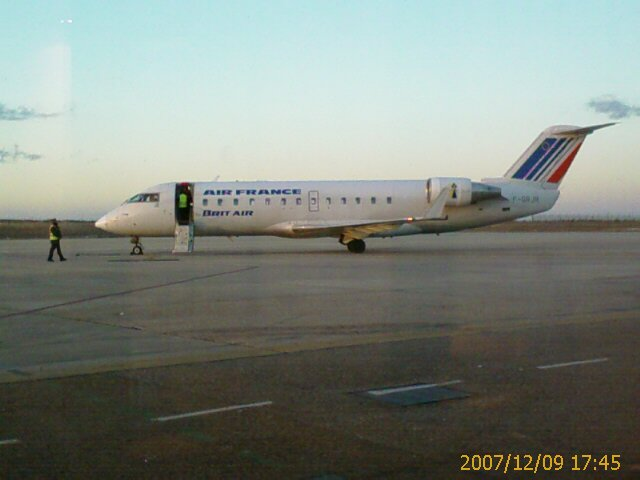
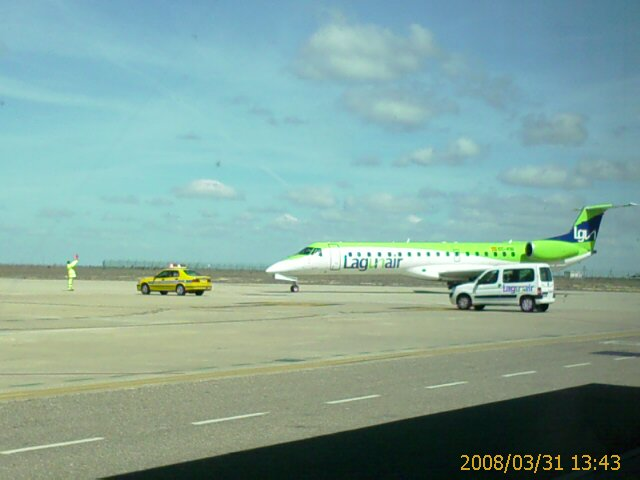
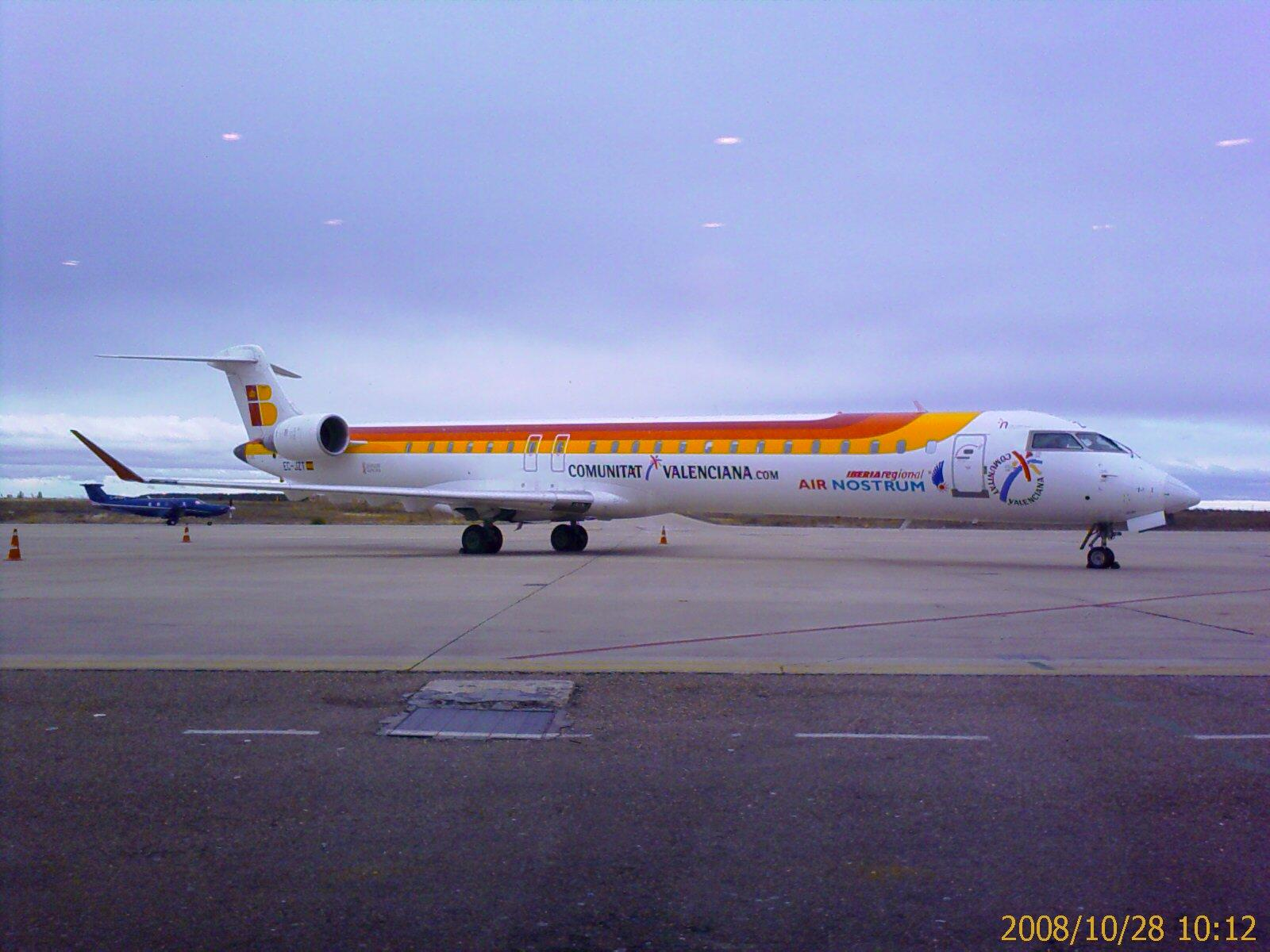
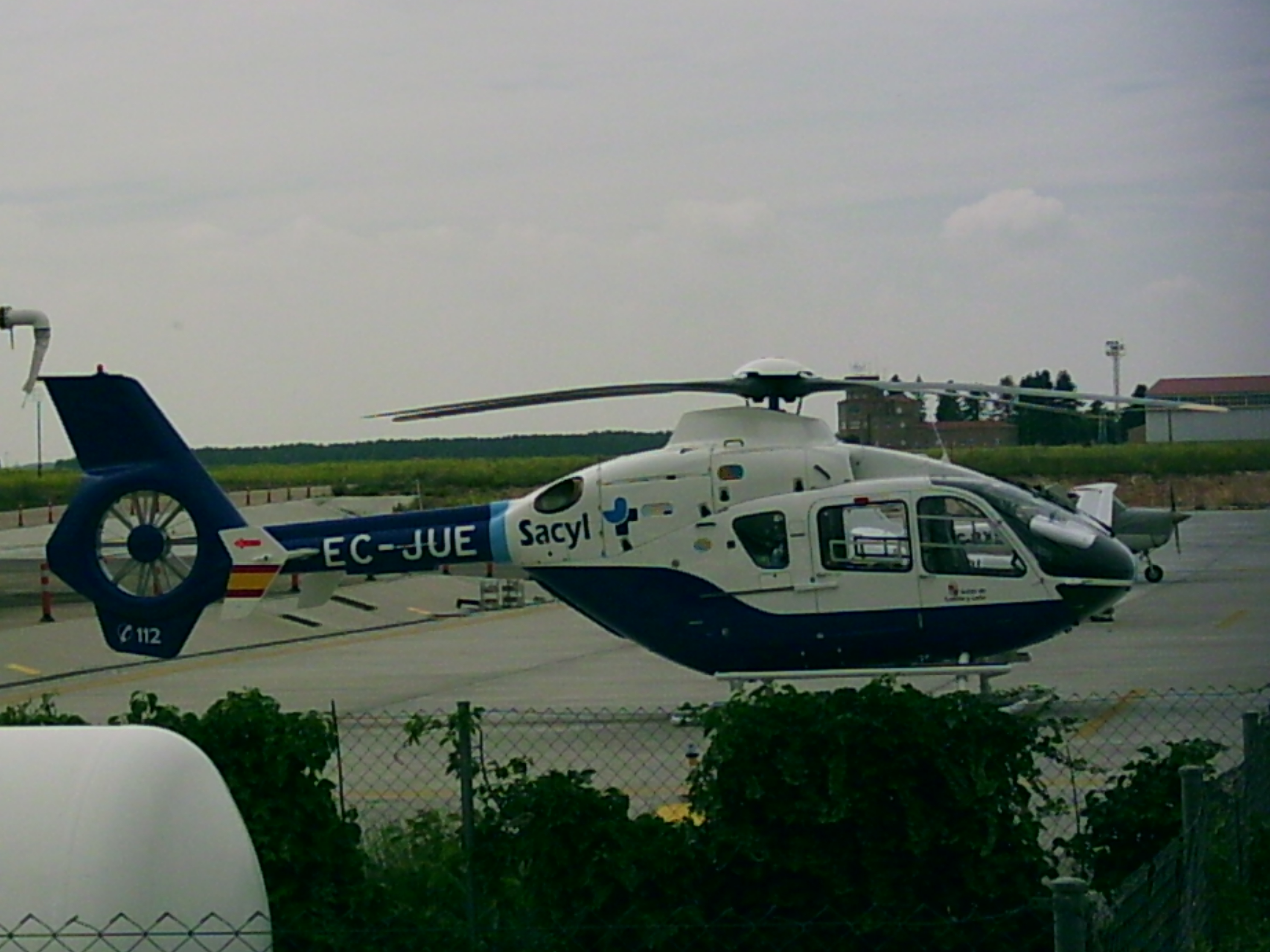
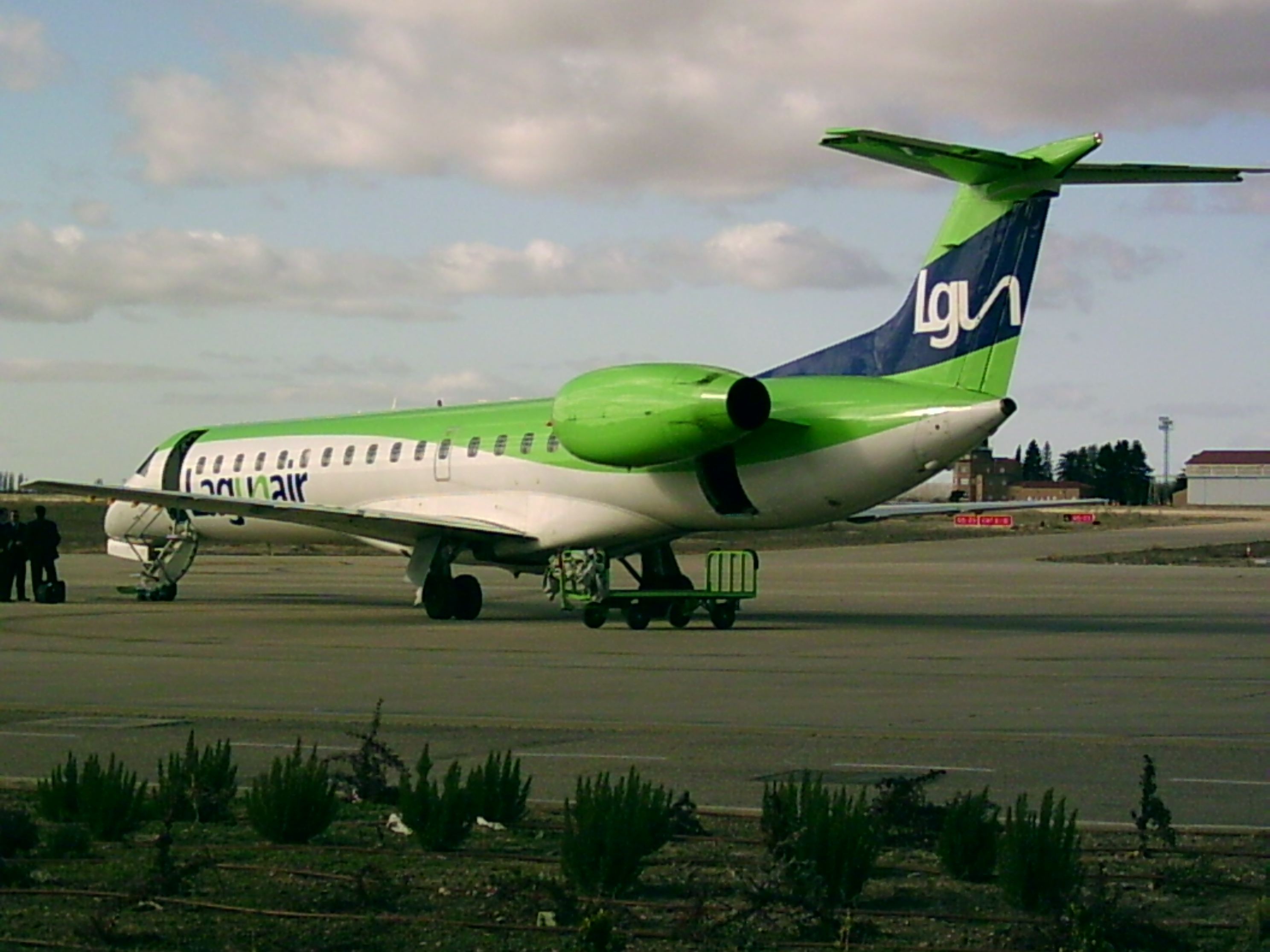
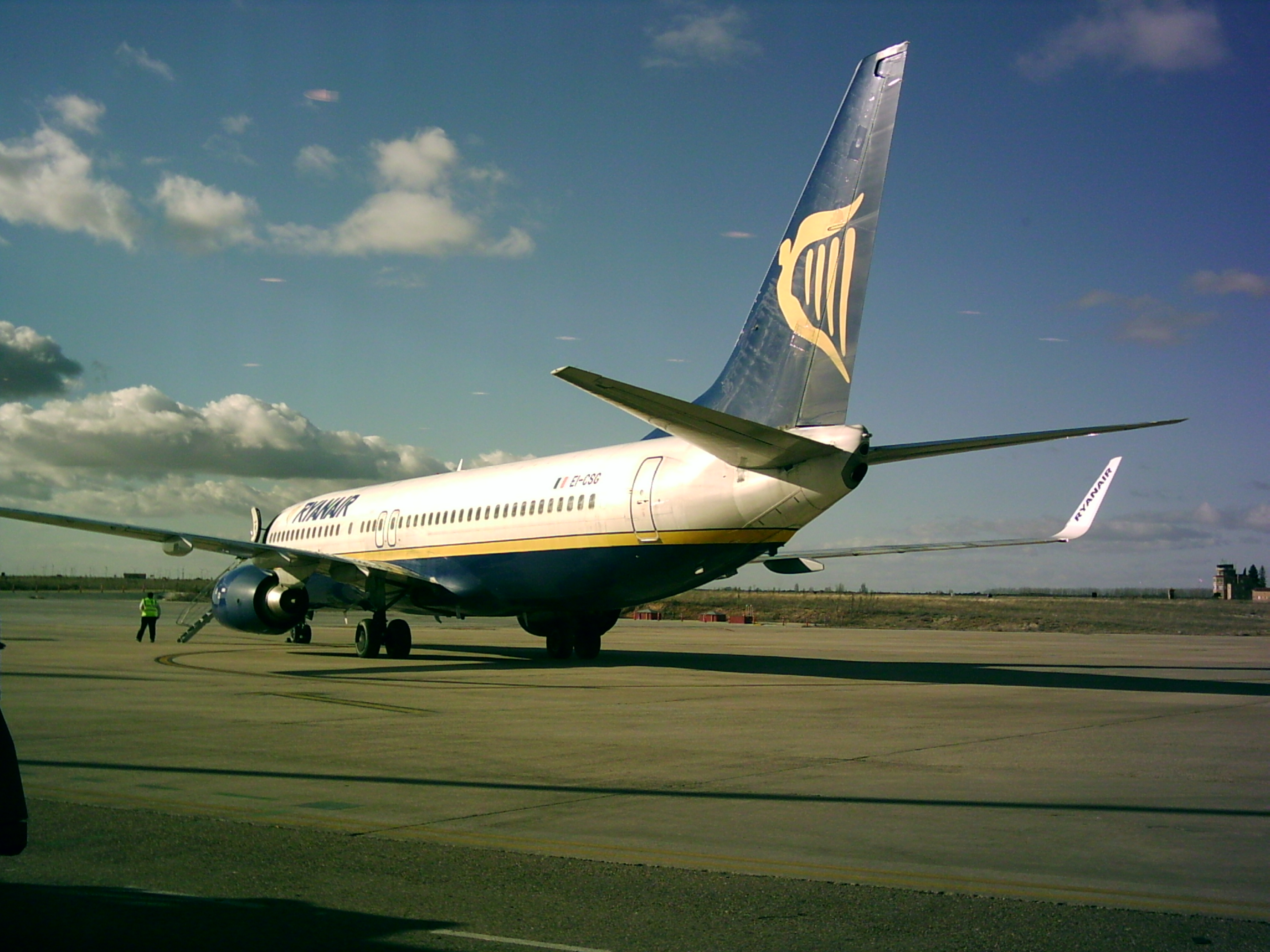
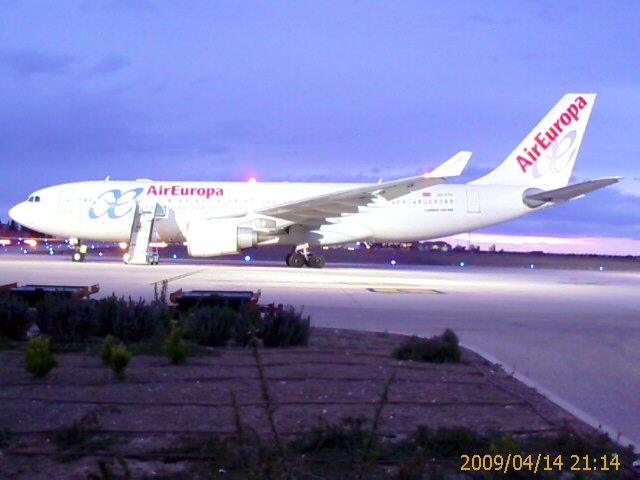
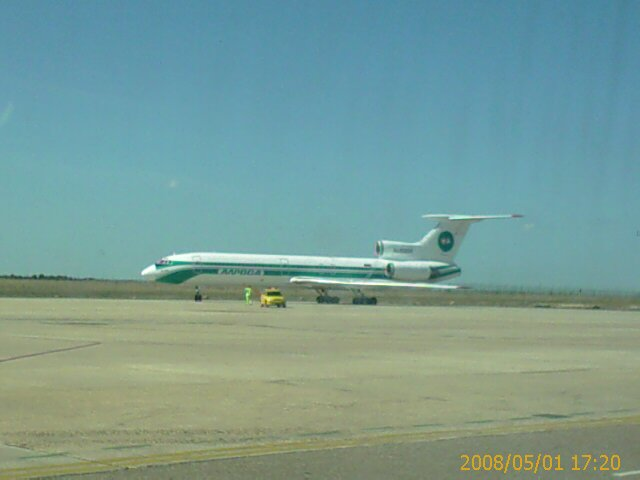

## شرکت‌های هواپیمایی و مقصدهای پروازی
| شرکت‌های هواپیمایی                    | مقصدهای پروازی                                                     |
| ------------------------------------ | ------------------------------------------------------------------ |
| ایر اروپا                            | فصلی: آلمریا، تنریف شمالی، پالما د مایورکا                         |
| ایبریا ایرلاین اجرا توسط ایر نوستروم | فصلی: گرن کناریا، پالما د مایورکا، تنریف شمالی                     |
| رایان‌ایر                             | بارسلونا-ال پرات، سن پابلو (آغاز از ۲۹ اکتبر ۲۰۱۷) فصلی: لانزاروته |
| ویولینگ                              | بارسلونا-ال پرات                                                   |